# 카시노
카시노(이탈리아어: Cassino)는 이탈리아 라치오주 프로시노네도에 위치한 코무네다. 카시노는 가리 강과 리리 강이 만나는 지점의 근처인 몬테 카이로(Monte Cairo) 끝 자락에 위치해있다. 이 지역은 제2차 세계대전 기간 동안 몬테카시노 성당과 몬테카시노 전투로 잘 알려졌고, 오늘날에는 카시노 대학교와 피아트 자동차 공장이 있다. 도시는 라티나 계곡에 위치한다.

## 자매 도시
| - 독일 베를린 - 폴란드 자모시치 - 프랑스 팔레스 - 폴란드 티히 - 세르비아 우지체 - 캐나다 노스요크 - 체코 카를로비바리 | - 이탈리아 오르토나 - 오스트레일리아 카지노 - 이탈리아 카바르체레 - 몰타 셍글레아 - 이탈리아 레노 - 브라질 올린다 |

## 스포츠
카시노를 연고로 하는 축구팀은 세리에 C2에 참가중이다.

## 지역 출신 인물
- 안토니오 라브리올라
- 에라스모 디 스피리토
- 지노 마트룬돌라
- 비토리오 미엘레
- 미카엘 발렌테
- 아르투로 가티
- 에도아르도 그로시
- 안젤로 오그본나

## 같이 보기
- 몬테카시노
- 카시노 전투